# As a Matter of Fact
As a Matter of Fact är en splitskiva med banden The Almighty Trigger Happy, Good Riddance, Satanic Surfers och Ill Repute, utgiven 1998 på skivbolaget Bad Taste Records. Alla Satanic Sufers-låtar var tidigare outgivna vid tidpunkten för skivans utgivning, men "Big Bad Wolf" kom senare att ingå i en nyinspelad version på albumet Going Nowhere Fast (1999).

## Låtlista
1. "Died Trying" (The Almighty Trigger Happy)
2. "Blood Red and Forever Blue" (The Almighty Trigger Happy)
3. "Surprise, Surprise" (The Almighty Trigger Happy)
4. "Holding On" (Good Riddance)
5. "What We Have" (Good Riddance)
6. "Lame Duck Arsenal" (Good Riddance)
7. "Sail Away" (Satanic Surfers)
8. "Unless We Try / Big Bad Wolf" (Satanic Surfers)
9. "Killing Me" (Satanic Surfers)
10. "Stuck" (Ill Repute)
11. "On Your Own" (Ill Repute)
12. "Betray" (Ill Repute)

### Fotnoter
1. ↑  ”As a Matter of Fact”. Discogs.com. http://www.discogs.com/Satanic-Surfers-Almighty-Trigger-Happy-The-Ill-Repute-Good-Riddance-As-A-Matter-Of-Fact/release/2391625. Läst 1 januari 2012.
2. ↑  ”As a Matter of Fact”. Bad Taste Records. Arkiverad från originalet den 5 augusti 2012. https://web.archive.org/web/20120805134541/http://www.badtasterecords.se/records.asp?id=39. Läst 4 januari 2012.